# 金伊俊
金伊俊（韓語：김이준，1996年6月30日—），本名金亨俊（韓語：김형준），韓國男演員。

## 影視作品

### 劇集
| 年份 | 播放平台 | 劇名                   | 角色   | 備註  |
| 2020 | Heavenly | 《在你視線停留的地方》 |        |       |
| 2025 | tvN      | 《機智住院醫生生活》   | 咸東浩 | [ 2 ] |
| 2025 | SBS      | 《TRY：我們成為奇蹟》  | 吳英光 |       |

### 電影
| 年份 | 片名         | 角色 | 備註 |
| 2021 | 《配對遊戲》 | 亨俊 |      |

### 話劇
| 年份 | 劇名          | 角色   | 備註  |
| 2025 | 《The Pride》 | Oliver | [ 3 ] |

## 外部連結
- 金伊俊的Instagram帳戶
- 金伊俊在NAVER上的资料
- 金伊俊在Daum上的资料